# Diocesi di Tauriana
La diocesi di Tauriana (in latino Dioecesis Taurianiensis), riportata nell'Annuario pontificio come diocesi di Tauriano, è una sede soppressa e sede titolare della Chiesa cattolica.

## Territorio
Sede vescovile era la città bruzia di Tauriana (in latino Taurianum), le cui rovine sono localizzate nel comune di Palmi, in corrispondenza dell'attuale frazione denominata Taureana di Palmi.
La diocesi era di rito greco ed era suffraganea di Reggio Calabria. Originario della città era san Fantino il vecchio, morto nella prima metà del IV secolo.

## Storia
La sede vescovile fu eretta attorno al III-IV secolo. Da quel periodo, e fino all'istituzione nell'XI secolo delle diocesi di Oppido Mamertina (rito greco) e di Mileto (rito latino), la diocesi della Vallis Salinorum fu appunto quella di Tauriana. L'episcopato garantiva, nonostante le numerose devastazioni e i vari sconvolgimenti, il perdurare del toponimo di Tauriana. Difatti la città seguiva il "suo" vescovo nelle traslazioni di sede o nell'identità culturale e religiosa.
Quando nell'VIII secolo venne istituita la chiesa greca di Calabria, la diocesi passò dal patriarcato di Roma a quello di Costantinopoli. Pertanto l'ellenizzazione dell'episcopato e del suo clero si riflesse sulla popolazione e sulla città di Tauriana.
Tra il IX secolo e l'XI secolo la cattedrale fu probabilmente la chiesa di San Fantino che era stata in precedenza un ninfeo romano e successivamente trasformata in luogo di culto cristiano, dedicandola al santo locale e conservandone le spoglie.
Nel 951 la città di Tauriana venne distrutta dai saraceni, e il vescovo Vitale si rifugiò nel castello di Seminara, insieme al clero e ai nobili. Da questo momento i vescovi spostarono la loro residenza a Seminara per quanto Tauriana rimanesse la sede eponima.
Dopo che la Calabria venne conquistata dai Normanni, attorno al 1080, la diocesi di Tauriana fu soppressa e il suo territorio, assieme a quello della diocesi di Vibona ugualmente soppressa, fu incorporato nella nuova diocesi di Mileto, fondata da Ruggero I d'Altavilla e capitale del suo regno. Anche se l'aggregazione di Tauriana fu giustificata con la motivazione che la città era stata devastata e che la cattedra vescovile fosse vacante da lungo tempo, ciò non sembra corrispondere esattamente al vero, infatti la cattedrale era officiata regolarmente ancora negli anni 1112-1113. Le aggregazioni di Vibona e Tauriana alla sede di Mileto erano comunque state convalidate da papa Urbano II nel 1093 con la bolla Potestas ligandi.
Dal 1968 Tauriana è annoverata tra le sedi vescovili titolari della Chiesa cattolica con il nome di Tauriano; dal 26 settembre 1968 il vescovo titolare è Alessandro Staccioli, O.M.I., già vescovo ausiliare di Siena-Colle di Val d'Elsa-Montalcino.

## Cronotassi

### Vescovi
Questa è la lista dei vescovi attribuiti alla diocesi di Taureana:
- Leucosio † (metà del IV secolo)[N 2]

Massimo ? † (menzionato nel 401/417)
Severo ? † (V secolo)
Giorgio ? † (V secolo)
Giovanni ? † (menzionato nel 496)
Longino ? † (VI secolo)
Severino ? † (VI secolo)
- Paolino † (prima del 591 - prima di gennaio 603 deceduto)[N 10][6][N 11]
- Giorgio † (620 circa)
- Giovanni † (630 circa)[N 12]

Zosimo ? † (642 - 649)
- Lorenzo † (menzionato nel 649)[N 14][6]

Giusto ? † (649 succeduto - ?)
- Giorgio † (menzionato nel 680)

Gregorio ? † (menzionato nel 680)
Sergio (menzionato nel 681)
- Pietro ? † (menzionato nel 695)[N 18]
- Opportuno ? † (721 - 735)[N 19]
- Teodoro † (menzionato nel 787)
- Pietro † (menzionato nell'815/816)[N 20][7]
- Paolo † (menzionato nell'870)
- Paolino †
- Giovanni ? † (X secolo)[8]
- Gregorio ? † (X secolo)[8]
- Vitale † (menzionato nel 960 circa)[N 21]
- Costantino †
- Leone † (prima del 1065 - dopo il 1067)[N 22]

### Vescovi titolari
- Alessandro Staccioli, O.M.I., dal 26 settembre 1968

### Esplicative
1. ↑  Vincenzo Saletta La Diocesi di Tauriana. Origini della Diocesi Vescovile, Roma, 1979, Biblioteca Comunale di Polistena.
2. ↑  Il vescovo Leucosio è ricordato in un'epigrafe ritrovata a Tauriana e descritta da Paolo Orsi in Iscrizioni cristiane di Tauriana nei bruzi, da A. Solano, Bruttium Paleocristiano, Vibo Valentia, 1976. L'epigrafe è datata al IV secolo: (FR) volume 2. Prosopographie de l'Italie chrétienne (313-604), Prosopographie chrétienne du Bas-Empire, a cura di Charles Pietri e Luce Pietri, Roma, École française de Rome, 2000,  p. 1296;  Giorgio Otranto, Per una storia dell'Italia tardoantica cristiana. Approcci regionali, Bari, Edipuglia, 2010,  p. 413; (LA) Marco Buonocore, Regio III. Regium Iulium, Locri, Taurianum, Trapeia, Vibo Valentia, Copia-Thurii, Blanda Iulia, collana Inscriptiones Christianae Italiae, vol. 5, Bari, 1987,  pp. 13-14.
3. ↑  Un'epistola non datata di papa Innocenzo I (401-417) fu scritta a Massimo e Severo, episcopi per Brittios ((LA) Patrologia latina, vol. XX,  col. 605, epistola XXXVIII.); alcuni autori hanno voluto identificare Massimo con un vescovo di Tauriana, ma senza prove storicamente documentabili. Charles Pietri, Luce Pietri (a cura di), Prosopographie chrétienne du Bas-Empire. 2. Prosopographie de l'Italie chrétienne (313-604), vol. II, p. 1471.
4. ↑  Un vescovo Severo di Tauriana avrebbe partecipato nel 434 a un sinodo provinciale indetto dall'arcivescovo Ilario di Reggio, assieme ad altri dodici vescovi suffraganei ((LA) Ughelli, Italia sacra, vol. IX, seconda ed., Venezia, 1721,  col. 323.). In realtà Ughelli confonde Regensis (Riez) con Rheginensis (Reggio Calabria) e un inesistente vescovo reggino con Ilario di Arles, che convocò un sinodo provinciale a Riez.  Francesco Lanzoni, Le diocesi d'Italia dalle origini al principio del secolo VII (an. 604), vol. I, Faenza, 1927,  p. 338. Reggio inoltre fu elevata al rango di sede metropolitana solo dai Bizantini nell'VIII/IX secolo.
5. ↑  Il vescovo Giorgio è menzionato nella Vita  di San Fantino scritta dal vescovo Pietro (prima metà del IX secolo), senza alcuna indicazione cronologica. Nella presente cronotassi, la sequenza dei due vescovi Giorgio e Giovanni è segnalata anche nel VII secolo, epoca in cui gli autori collocano Giorgio e Giovanni.
6. ↑  Il vescovo Giovanni è menzionato nella Vita  di San Fantino scritta dal vescovo Pietro (prima metà del IX secolo), senza alcuna indicazione cronologica. Nella presente cronotassi, la sequenza dei due vescovi Giorgio e Giovanni è segnalata anche nel VII secolo, epoca in cui gli autori collocano Giorgio e Giovanni.
7. ↑  Il vescovo Giovanni, sarebbe ricordato in una lettera di papa Gelasio I scritta nel 496. Tuttavia, nella  Prosopographie de l'Italie chrétienne (313-604), vol. I,  pp. 1063-1068., Pietri non censisce alcuna lettera di Gelasio I ad un vescovo di Tauriana, ma a vescovi Giovanni di Pisa, Sora, Spoleto, Vibona, Falerone e Rimini. Si vuole inoltre che Giovanni abbia partecipato al concilio di Roma del 499; gli atti di quel concilio editi da Theodor Mommsen nelle Monumenta Germaniae Historica non menzionano alcun vescovo di Tauriana.
8. ↑  Il vescovo Longino avrebbe partecipato ad un concilio indetto da papa Simmaco a Roma nel 504. In realtà questo concilio non è mai esistito ed appartiene a quella vasta produzione di falsi noti in storiografia come falsi simmachiani (A. Thiel, Epistolae Romanorum Pontificum, vol. I, Brunsbergae, 1868, p. 738; Roberto Cessi, Lo scisma laurenziano e le origini della dottrina politica della Chiesa di Roma, in Archivio della Società Romana di storia patria, 42 (1919), pp. 5-230; Pier V. Aimone, Le falsificazioni simmachiane, in Apollinaris 68 (1995), pp. 205-220; Teresa Sardella, Società, chiesa e stato nell'età di Teoderico: papa Simmaco e lo scisma laurenziano, Soveria Mannelli-Messina, 1996; Theodor Mommsen, Acta synhodorum habitarum Romae. A. CCCCXCVIIII DI DII, in Monumenta Germaniae Historica, Auctorum antiquissimorum, XII, Berlino, 1894, pp. 399-415). Longino fu in effetti un vescovo, ma della diocesi di Orcisto, e prese parte al concilio di Calcedonia del 451 (Mansi, Sacrorum Conciliorum nova et amplissima collectio, VIII, col. 316 e nota a pié di pagina; Lanzoni, Le diocesi d'Italia dalle origini al principio del secolo VII, vol. I, Faenza, 1927, p. 8).
9. ↑  Il vescovo Severino metauriense ( Candido Zerbi, Della città, chiesa e diocesi di Oppido Mamertina e dei suoi vescovi, Roma, 1876,  p. 155.), attribuito alla diocesi di Tauriana ma anche ad altre sedi calabresi, morì nel 594 ed è menzionato nell'epistolario di Gregorio Magno. Tuttavia nell'edizione critica delle lettere gregoriane pubblicata nei ( Monumenta Germaniae Historica, vol. I delle epistole,  p. 290 (archiviato dall'url originale il 4 novembre 2016).), la sede di appartenenza di questo vescovo è quella Myriensis, ossia la sede a tutt'oggi sconosciuta di Myria (Giorgio Otranto, Per una storia dell'Italia tardoantica cristiana. Approcci regionali, pp. 422-423).
10. ↑  Il «vescovo di Tauriana» Paolino risulta presente nell'epistolario di papa Gregorio Magno, in una lettera inviata nel suo primo anno di pontificato (il 591) al vescovo di Messina; infatti a causa delle scorrerie longobarde la popolazione ed il clero di Tauriana si erano rifugiati in Sicilia e da Messina il vescovo Paolino aveva inviato, di concerto con il presule messinese, una dettagliata relazione al pontefice. Gregorio Magno decretò di conseguenza che tutti i monaci taurianensi fossero riuniti nel monastero messinese di San Teodoro, in modo tale che il vescovo potesse vigilare su di essi. L'anno successivo il papa diede a Paolino la cura della diocesi di Lipari raccomandandogli, appena possibile, di compiere delle visite apostoliche nella diocesi di Tauriana. Nel 599 il vescovo fu incaricato, insieme ad altri presuli della regione, di investigare sulla lite sorta tra il vescovo di Reggio e il suo clero, in modo tale che il pontefice potesse decidere sui provvedimenti da adottare. Questa è l'ultima notizia su Paolino, che probabilmente spirò nel 600. Infatti in quell'anno Gregorio I scrisse al clero e alla cittadinanza di Tauriana di prepararsi a ricevere il vescovo di Vibona, Venerio, che doveva vigilare sull'elezione del nuovo vescovo.
11. ↑  Pietri, Prosopographie chrétienne du Bas-Empire. 2. Prosopographie de l'Italie chrétienne (313-604), vol. II, pp. 1667-1668.
12. ↑  I vescovi Giorgio e Giovanni sono menzionati nella Vita di san Fantino scritta dal vescovo Pietro (prima metà dell'VIII secolo); non essendoci riferimenti cronologici precisi, sono collocati dai vari autori al VII, all'VIII ed anche al IX secolo.
13. ↑  Questo presunto vescovo di Tauriana è stato confuso con l'omonimo santo vescovo di Siracusa, già abate del monastero di Santa Lucia a Siracusa e fatto vescovo all'epoca di papa Teodoro I (642-649). Vittorio G. Rizzone, L'apporto dell'epigrafia, della sfragistica e dell'archeologia alla cronotassi dei vescovi di Siracusa, in Vescovi, Sicilia, Mediterraneo nella tarda antichità, Atti del Convegno di studi (Palermo, 29-30 ottobre 2010), Caltanissetta, 2012, pp. 324-325.
14. ↑  Lorenzo che partecipò a Roma, insieme ad altri otto presuli bruzi, al Concilio Lateranense che nello stesso anno condannò l'eresia monotelista.
15. ↑  Alcuni autori antichi (Martire e Bisogni) hanno sostenuto che durante il concilio lateranense del 649 sia deceduto il vescovo Lorenzo e che nella stessa assise sia stato eletto il vescovo Giusto, basando la loro tesi sulla presenza di due vescovi taurianesi negli atti di quel concilio. In realtà Giusto non fu vescovo di Tauriana, ma della diocesi di Taormina. Vito Capialbi, Memorie per servire alla storia della Santa Chiesa Miletese, Napoli, 1835, p. XXVII, nota 1.
16. ↑  Gregorio è un vescovo spurio, da identificarsi con il vescovo Giorgio che prese parte al concilio indetto da papa Agatone a Roma a marzo del 680; alcuni manoscritti infatti riportano Gregorio come variante di Giorgio (Ughelli, Italia sacra, X, col. 171: Georgius seu Gregorius). Capialbi, Memorie per servire alla storia della Santa Chiesa Miletese, p. XXVII.
17. ↑  Avrebbe preso parte al concilio di Costantinopoli del 680-681. In realtà a quel concilio ecumenico non prese parte alcun vescovo occidentale se non i tre inviati come legati pontifici, ossia Giovanni di Reggio in Calabria, Abbondanzio di Tempsa e Giovanni di Porto.  Girolamo Arnaldi, Diocesi di Tauriana, in Enciclopedia dei Papi, Roma, Istituto dell'Enciclopedia Italiana, 2000.
18. ↑  Vescovo inserito da Ughelli nell'elenco dei vescovi di Tauriana senza alcuna indicazione documentaria: «Petrus florebat anno 695» ((LA) Italia sacra, vol. X, Venezia, 1722,  col. 171.).
19. ↑  Un vescovo Opportuno è segnalato in questi anni anche nelle cronotassi dei vescovi di Monterano e di Martirano. Per il Capialbi (op. cit., pp. XXVIII-XXIX, nota 2) è da escludere che Opportuno sia stato vescovo di Tauriana.
20. ↑  Pietro è l'autore della Vita di San Fantino, scritta nell'anno terzo dell'imperatore Leone l'eretico. Secondo Minasi (Le Chiese di Calabria, p. 157), si tratterebbe di Leone V l'Armeno, il cui regno iniziò l'11 luglio 813. Altri autori identificano "Leone l'eretico" con altri imperatori omonimi precedenti e dunque collocano il vescovo Pietro nell'VIII secolo. Il vescovo si recò a Costantinopoli presso l'imperatore, inviato dal comandante delle milizie della Sicilia.
21. ↑  Un vescovo Vitale, senza indicazione della sede di appartenenza, fu presente alla morte di Elia Speleota, come racconta la Vita di questo santo. Essendo morto in un monastero di Tauriana, si presume che Vitale fosse vescovo di questa città. Capialbi, Memorie per servire alla storia della Santa Chiesa Miletese, p. XXXI.
22. ↑  Vescovo documentato in tre atti greci del fondo "Messina" dell'archivio Fondación Casa Ducal de Medinaceli di Toledo. Cristina Rognoni, Les actes privés grecs de l'Archivio Ducal de Medinaceli (Tolède), I. Les monastères de Saint-Pancrace de Briatico, de Saint-Philippe-de-Bojôannès et de Saint-Nicolas-des-Drosi (Calabre, XIe-XIIe siècles), Paris, 2004, nnº 25-27 pp. 189-207.

### Bibliografiche
1. 1 2 3  Mazza, p. 18.
2. ↑  Mazza, pag. 19.
3. ↑  Saletta, p. 261.
4. ↑  Saletta, pp. 351-2.
5. ↑  Minuto, p. 324.
6. 1 2  Parisi.
7. ↑  Saletta, p. 259.
8. 1 2  I vescovi Giovanni e Gregorio sono riportati da Ughelli (Italia sacra, vol. X, 1722, col. 171) e riferiti entrambi al IX secolo; la fonte di Ughelli è la Hipponii seu Vibonis Valentiae, vel Montisleonis, Ausoniae civitatis accurata historia di Giuseppe Bisogni (1710).